# Малка земна кукувица
Малките земни кукувици (Geococcyx velox) са вид птици от семейство Кукувицови (Cuculidae).
Таксонът е описан за пръв път от германския палеонтолог Йохан Андреас Вагнер през 1836 година.